# Зелёное (Сахновщинский район)
Зелёное (укр. Зелене; до 2016 г. Чапа́евка) — село, Тавежнянский сельский совет, Сахновщинский район, Харьковская область, Украина.
Код КОАТУУ — 6324886505. Население по переписи 2001 года составляет 92 (36/56 м/ж) человека.

## Географическое положение
Село Зелёное находится на левом берегу реки Вшивая, выше по течению на расстоянии в 2,5 км расположено село Огиевка.
В 2-х км расположено село Терноватка.
По селу протекает пересыхающий ручей с запрудами.

## История
- 1929 — дата основания.
- 2016 — село Чапаевка переименовано в Зелёное.

## Экономика
- Свинотоварная ферма.